# 歌川芳藤
歌川 芳藤（うたがわ よしふじ、文政11年〈1828年〉 - 明治20年〈1887年〉）は、江戸時代から明治時代にかけての浮世絵師。

## 来歴
歌川国芳の門人。本姓は西村、名は藤太郎。歌川の画姓を称し一鵬斎と号す。万延元年（1860年）頃からはよし藤と称した。はじめ本郷春木町に住んでいたが、後に浅草小島町、明治16年から明治20年の頃にかけては浅草北三筋町58に移り住む。嘉永から文久年間に横浜絵のほか美人画、「武者両面合わせ」のような武者絵、はしか絵を描いた。また子供向きの組上絵、玩具絵、双六「東京築地ホテル館図」といったものや、開化絵も数多く描いている。芳藤は玩具絵において丁寧な仕事をしており、「おもちゃ芳藤」と呼ばれた。但しこの玩具絵は子供たちが使用し遊び終われば捨てられるというものであったことにより、大半は消失し現在まで残されているものは極めて少ない。享年60。

## 作品
- 『秋色絞朝顔』人情本（松亭金水作[1]）
- 「すもお両めん合」大判錦絵（元治元年）

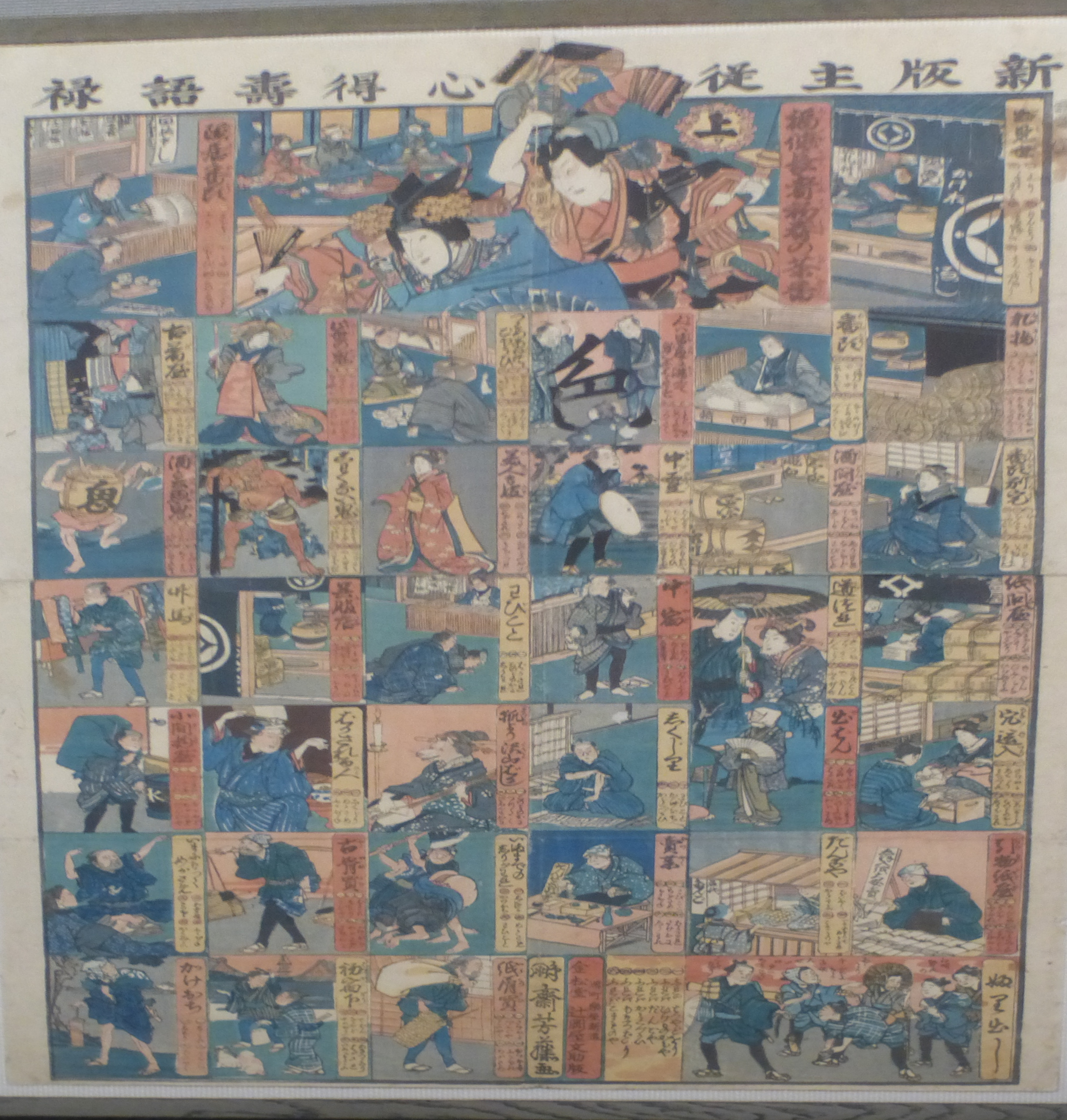
「新版主従心得壽語禄」　芳藤画。

- 「アメリカ人遊興」錦絵、フリーア美術館内アーサー・M・サックラー・ギャラリー所蔵[3]
- 「チヤルゴロ」大判錦絵（嘉永6年）
- 「AMERIKAZIN 遊興」大判錦絵（文久元年）
- 「麻疹退治」大判錦絵（文久元年）
- 「IGIRISWZIN 清国南京遊行」大判錦絵（文久元年）
- 「横浜誉勝負附」相撲絵、大判錦絵（文久元年）
- 「神田出シ揃」大判錦絵（万延元年）
- 「武者両面合せ」大判錦絵揃物（慶応元年）
- 「雷神門立退」大判錦絵、戯画（慶応頃）
- 「志ん形若人形夏物呉服」玩具絵（慶応2年）
- 「東都日枝大神祭礼練込之図」大判錦絵3枚続（明治元年）
- 「諸人成田山参詣之図」大判錦絵3枚続（明治元年）
- 「調練大隊之図」大判錦絵3枚続（明治元年）
- 「東京九段坂招魂社燈之晴景」大判錦絵3枚続（明治2年）
- 「本朝舶来戯道具競」大判錦絵3枚続、玩具絵（明治6年）
- 「ヲランタ人 遊行」大判錦絵